# Wings 3D
Wings 3D is een opensource-programma voor het modelleren van 3D-computergraphics. Wings 3D is geschreven in de programmeertaal Erlang en is beschikbaar voor Windows, Mac OS X en Linux.

## Functies
Het programma heeft subdivisionmogelijkheden en 'volume-modelling'. De mogelijkheden komen overeen met het programma Metasequoia, maar de bediening is geheel anders.
Verder heeft het volgende functies:
- Een plug-inmanager, voor het toevoegen en verwijderen van plug-ins
- Importeren van en exporteren naar verschillende bestandsformaten
- Selectie- en modelleringsgereedschappen
- Modelleringsgereedschap ondersteunt magneet- en vectorbewerkingen
- Aanpasbare sneltoetsen en gebruikersinterface

### Ondersteunde bestandsformaten
Importeren van volgende bestandsformaten is mogelijk:
- NDO (Nendo)
- 3DS (3ds Max)
- AI (Adobe Illustrator)
- FBX (Autodesk FBX)
- LWO/LXO (LightWave/Modo)
- OBJ (Wavefront)
- PS (Inkscape)
- EPS
- STL (stereolithografie)

Exporteren kan naar volgende formaten:
- NDO (Nendo)
- 3DS (3ds Max)
- AI (Adobe Illustrator)
- BZW (BZFlag)
- XML (Kerkythea)
- FBX (Autodesk FBX)
- LWO/LXO (LightWave/Modo)
- OBJ (Wavefront)
- POV (POV-Ray)
- EPS (Cartoon Edges)
- STL (stereolithografie)
- RXW (Renderware)
- WRL (VRML 2.0)
- X (DirectX)
- DAE (Collada)